# Ivy Chen
Ivy Chen (陳意涵, née le 12 novembre 1982 à Nouveau Taipei à Taïwan) est une actrice taïwanaise. Chen Yi Han de son vrai nom a commencé sa carrière en 2006.
Elle apparaît juste dans un épisode du drama rafraîchissant Smiling Pasta et dans le film The road in the air. C’est en 2007, un an après, qu’elle tient son premier rôle central. Elle est découverte par beaucoup dans ce rôle, celui de Sun Shi Shi, la reine de la classe, dans le drama mêlant romance et comédie I Want To Become A Hard Persimmon. L’année 2007 est riche pour elle, car on peut la voir dans le film Spider Lilies et dans le drama Struggle.
Plus tard, en 2009, elle interprète deux rôles qui sont couronnés de succès. Tout d’abord Ivy Chen joue aux côtés de célèbre Vic Zhou, Mark Chao, Janine Chang dans le drama Black & White plusieurs fois récompensé. La belle jeune femme y joue la fille d’un boss de mafia qui se retrouve impliquée avec les deux héros, inspecteurs de police. Ensuite, l’actrice incarne un des deux rôles principaux dans le film Hear Me où elle est récompensée pour son rôle de Lin Yang-yang. En 2010, elle joue dans le drama Meteor, Butterfly, Sword puis en 2011 elle est visible dans l'adaptation du manga Skip Beat!.

## Filmographie

### Dramas
| Année | Titre                             |
| ----- | --------------------------------- |
| 2012  | Skip Beat!                        |
| 2011  | Modern People                     |
| 2010  | Butterfly & Sword                 |
| 2009  | Black & White                     |
| 2008  | Changjiang Yi Hao                 |
| 2007  | I Want to Become a Hard Persimmon |
| 2007  | Struggle                          |
| 2006  | Smiling Pasta (Épisode 15)        |

### Films
| Année | Titre               |
| ----- | ------------------- |
| 2018  | More than Blue      |
| 2012  | Silent Code         |
| 2012  | Love                |
| 2012  | Ripples of Desire   |
| 2009  | Hear Me             |
| 2007  | Spider Lilies       |
| 2006  | The Road in the Air |

## Récompenses
| 2009 | 12e Taipei Film Festival | Meilleure actrice pour Hear Me |